# Teatro Casino Liceo de Santoña
El Teatro Casino Liceo de Santoña (TCLS) es un teatro ubicado en el paseo de Camilo José Cela, en la localidad cántabra de Santoña (España).
El teatro cuenta con una sala de butacas polivalente donde se realizan tanto obras de las artes escénicas (teatro, danza y música), como conferencias o proyección de cine comercial. También cuenta con camerinos y almacén.

## Historia

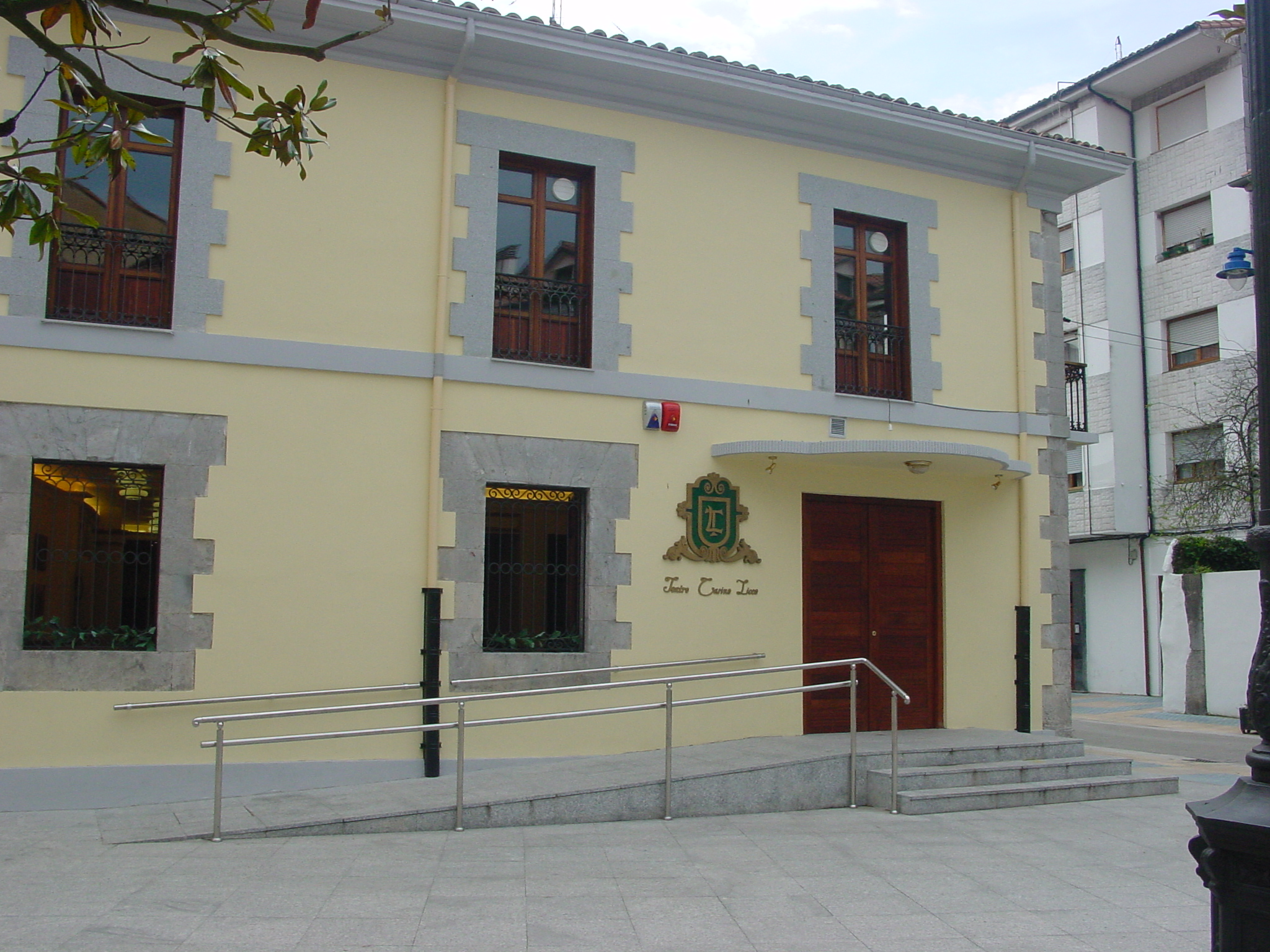
Fachada restaurada del edificio antiguo del Teatro Casino Liceo.

En 1850 se constituye en Santoña la Sociedad Casino Liceo. Doce años más tarde, en 1862, se establece otra sociedad para la construcción de un casino en la villa. Dicho casino comienza a ser conocido como Teatro Casino Liceo en 1880. Los siglos XIX y XX ven pasar por el teatro a compañías profesionales y a compañías de aficionados locales, así como proyecciones cinematográficas. La crisis teatral y cinematográfica de los años 70 y 80 desemboca en el cierre del teatro y su abandono.
En 1998, el Ayuntamiento de Santoña llega a un acuerdo con la Sociedad Casino Liceo para la cesión del teatro durante treinta años. En 2001 comienzan las primeras obras para la rehabilitación del edificio a cargo del Ayuntamiento, y a partir de 2003 se suma la colaboración del Gobierno de Cantabria.
En 2005 finalizan las obras, y el nuevo teatro queda dotado de camerinos, almacén y una sala polivalente que se puede utilizar tanto para representaciones teatrales como para actuaciones musicales, danza, bailes, proyecciones cinematográficas o conferencias.